# Nason (Illinois)
Nason es una ciudad ubicada en el condado de Jefferson en el estado estadounidense de Illinois. En el Censo de 2010 tenía una población de 236 habitantes y una densidad poblacional de 100,57 personas por km².

## Geografía
Nason se encuentra ubicada en las coordenadas 38°10′34″N 88°57′58″O / 38.17611, -88.96611. Según la Oficina del Censo de los Estados Unidos, Nason tiene una superficie total de 2.35 km², de la cual 2.35 km² corresponden a tierra firme y (0%) 0 km² es agua.

## Demografía
Según el censo de 2010, había 236 personas residiendo en Nason. La densidad de población era de 100,57 hab./km². De los 236 habitantes, Nason estaba compuesto por el 97.46% blancos, el 1.27% eran afroamericanos, el 0% eran amerindios, el 0.85% eran asiáticos, el 0% eran isleños del Pacífico, el 0% eran de otras razas y el 0.42% pertenecían a dos o más razas. Del total de la población el 0.85% eran hispanos o latinos de cualquier raza.